# Лужина Лариса Анатоліївна
Лари́са Анато́ліївна Лу́жина (рос. Лари́са Анато́льевна Лу́жина; * 4 березня 1939, Ленінград, РРФСР, СРСР) — радянська та російська кіноакторка. Заслужена артистка РРФСР (1969). Народна артистка РРФСР (1989).

## Життєпис
Закінчила Всесоюзний державний інститут кінематографії (1964, майстерня С. Герасімова та Т. Макарової).
З 1964 — акторка Театру-студії кіноактора.
Фігурант бази даних центру «Миротворець».

## Фільмографія

Постер фільму «Зустріч в кінці зими»

- 1959 — Непрохані гості — співачка нічного кабаре
- 1960 — У дощ і в сонце — Ліссі
- 1960 — Людина не здається — Люба
- 1961 — Людина йде за сонцем — Ленуца, садівниця
- 1961 — Пригоди Кроша — Зіна, диспетчерка
- 1962 — На семи вітрах — Світлана Андріївна Івашова
- 1963 — Тиша — Ніна
- 1963 — Штрафний удар — телеведуча
- 1964 — Велика руда — Віра, продавчиня газованої води, обліковиця
- 1965 — Наступник (Der Nachfolger, НДР) — Ліло Рохман
- 1966 — Вертикаль — Лариса, лікарка
- 1966 — Ні і так — Аня
- 1968 — Любов Серафима Фролова — Анфіса
- 1969 — Головний свідок
- 1969 — Золото
- 1971 — Путина
- 1972 — Гонщики
- 1973 — Життя на грішній землі
- 1973 — Виконання бажань
- 1974 — Киш і Двапортфеля
- 1974 — Небо зі мною
- 1974 — Совість
- 1975 — Роса — мати Трошки
- 1975 — Ярослав Домбровський
- 1976 — Жити по-своєму
- 1976 — Так починалася легенда
- 1976 — Найкрасивіший кінь
- 1976 — Сімдесят два градуси нижче нуля
- 1977 — Борг
- 1977 — Четверта висота
- 1978 — Зустріч в кінці зими
- 1978 — Артем
- 1978 — Расмус-волоцюга
- 1979 — З коханими не розлучайтесь
- 1979 — Сыщик
- 1982 — Рік активного сонця
- 1982 — Полігон
- 1983 — Термін давності
- 1983 — Визнати винним
- 1984 — Хроніка одного літа
- 1985 — Увага! Всім постам...
- 1986 — Залізне поле
- 1986 — Таємниці мадам Вонг
- 1986 — Земля мого дитинства
- 1992 — Непередбачені візити
- 1992 — Трактористи II
- 1992 — Чи винна я?…
- 1992 — Ціна скарбів
- 1994—1995 — Петербурзькі таємниці
- 1995 — Тихий ангел пролетів…
- 2001 — Перехрестя долі
- 2003 — Немає спасіння від кохання
- 2003 — Друга наречена імператора
- 2005 — Казус Кукоцького
- 2005 — Полювання на ізюбра